# Shewa (hébreu)
Ne doit pas être confondu avec Schwa.
Un shewa est un signe diacritique de l'alphabet hébraïque. Il sert à noter :
- soit une voyelle très brève [ə], analogue à un e « muet » en français (« maintenant »). Dans ce cas, il est appelé shewa mobile (Cheva naʿ, שווא נע).
- soit l'absence totale de voyelle (∅). Dans ce cas, il est appelé shewa quiescent (Cheva naḥ, שווא נח).